# Colin Hanton
Colin Leo Hanton (Liverpool, 12 de dezembro de 1938) é um músico inglês, baterista do grupo The Quarrymen, fundado por John Lennon e que, posteriormente, deu origem ao The Beatles.
Hanton fez parte da formação inicial da banda ao lado de John Lennon, Eric Griffiths, Pete Shotton e Rod Davis, e deixou-a em 1959, tendo participado das festas que os clubes juvenis das igrejas davam, em particular a de St. Peter, o Golf Club Lee Park, e o Cavern Club. Nessa época, a formação era composta por Lennon, Hanton, Paul McCartney, George Harrison e John Lowe. Logo que deixou a banda, Hanton deixou a música e seguiu trabalhando como tapeceiro, ramo no qual abriu seu próprio negócio em 1979.
Em 1997, reviveu os Quarrymen com os membros originais ainda vivos. Permanecem ativos desde então, fazendo apresentações em diversas partes do mundo.